# Valsalada
Valsalada (Balsalada en aragonés) es una localidad española perteneciente al municipio de Almudévar, en la Hoya de Huesca, provincia de Huesca (Aragón).

## Datos básicos
Lugar de la provincia de Huesca de 117 habitantes, situado a 422 m de altitud. Enlaza con la carretera Huesca - Zaragoza. Es un pueblo de colonización construido durante el periodo franquista. Proyectado por el Instituto Nacional de Colonización, fue diseñado por el arquitecto zaragozano José Borobio. Fue inaugurado oficialmente en 1957.

## Morfología urbana
Pueblo programado por el Instituto Nacional de Colonización y concluido en 1957, su trazado es diseño del arquitecto José Borobio, amparado en la Plaza Mayor y Calle Mayor, rodeando el conjunto un extenso pinar. En total son 46 casas con corral anexo y huertecillo.

## Patrimonio artístico
La parroquia está dedicada a San Lino. Es un edificio de ladrillo visto. Consta de una nave de cuatro tramos y capilla mayor, comunicada con aquella mediante arco de medio punto de ladrillo. La capilla mayor está cubierta con bóveda de horno y los tramos de la nave con forjado de vigueta sobre jácenas de hormigón. Los vanos son adintelados, dispuestos de dos en dos.
El baptisterio está en una pequeña capilla del lado izquierdo, coro alto a los pies, sobre plana, con frente adintelado. La puerta de entrada está protegida por un pórtico adintelado al frente y abierto por sendos arcos de medio punto en los laterales. La torre está situada en la cabecera, lado derecho. Es una construcción de ladrillo de un cuerpo de planta cuadrada y campanario octogonal, abierto con vanos adintelados.
En 2024, concluyó la restauración de las pinturas del ábside mayor de la iglesia de San Lino, que habían estado ocultas durante cuatro décadas bajo estuco. Estas pinturas, realizadas por Arte Sacro Navarro en los años 50, representan a San Lino y ángeles en un fondo azulado. La restauración fue posible gracias al esfuerzo conjunto de la parroquia, vecinos y el Ayuntamiento de Almudévar.

## Economía
Tradicionalmente la economía de Valsalada ha estado basada en la agricultura y la ganadería. Cuando se fundó el pueblo cada "colono" recibía un lote de tierra y una vaca o una yegua. En los primeros años todos los colonos eran agricultores y compaginaban esta actividad con la ganadería (vacas, pollos, ovejas, cerdos). Actualmente son menos los habitantes de Valsalada que se dedican al sector primario y los que trabajan en otros sectores deben hacerlo fuera de la localidad.
Tres empresas importantes se han instalado en Valsalada: 
Oliva Medio Ambiente y Servicios (antiguamente Viveros Oliva)
Fundada en 1985, esta empresa familiar se ha consolidado como un referente en jardinería, paisajismo y restauración ambiental en Aragón. Con sede en la Calle Mayor 22 de Valsalada, dispone de un vivero propio de más de tres hectáreas, donde cultivan árboles ornamentales, coníferas y olivos milenarios. Ofrecen servicios integrales tanto a particulares como a instituciones, incluyendo plantaciones, siembras, sistemas de riego, tratamientos forestales y regeneración de espacios verdes. 
Queso d’Estrabilla
Esta quesería artesanal, ubicada en la Calle Mayor 16 de Valsalada, fue fundada en 2017 por Carmen Carrasco e Ignacio Robredo. Elaboran quesos con leche cruda de cabra y oveja, procedente de ganaderías locales, utilizando métodos tradicionales. Sus productos, como Almud, Pelanas, Saputo y Gratal, destacan por su calidad y sabor distintivo. La quesería forma parte de la Red Española de Queserías de Campo y Artesanas (Quered) y del movimiento Slow Food Huesca. Además, ha sido reconocida como una de las queserías artesanas destacadas de Aragón.
Talleres Carmelo Tregón
Situado en la Carretera Zaragoza, s/n, en Almudévar, este taller mecánico ofrece servicios de mantenimiento y reparación de automóviles. Con una trayectoria consolidada, es conocido por su profesionalidad y atención al cliente. Aunque no se encuentra directamente en Valsalada, su proximidad lo convierte en una opción accesible para los habitantes de la localidad y alrededores. 
Estas empresas ejemplifican cómo el emprendimiento y la dedicación pueden florecer en entornos rurales, contribuyendo al desarrollo económico y social de la región.

## Actividades de ocio
Por la localidad de Valsalada atraviesa el Camino Natural Pedro Saputo. El Camino Natural de Pedro Saputo es una ruta de senderismo y cicloturismo de aproximadamente 26 kilómetros que conecta Almudévar con Valsalada y El Temple, en la comarca de la Hoya de Huesca. Forma parte del programa de Caminos Naturales del Ministerio de Agricultura y ofrece un recorrido accesible y lleno de interés cultural, natural e histórico.
15 de mayo – Fiesta de San Isidro Labrador
El 15 de mayo, Valsalada celebra a San Isidro Labrador, patrón de los agricultores. Esta festividad está profundamente arraigada en la tradición agrícola de la localidad, que históricamente ha basado su economía en la agricultura y la ganadería. 
23 de septiembre – Fiesta de San Lino
El 23 de septiembre se conmemora a San Lino, patrón de la parroquia local. En 2024, esta fecha fue especialmente significativa, ya que coincidió con la presentación de la restauración de las pinturas del ábside mayor de la iglesia de San Lino. Estas obras, realizadas por Arte Sacro Navarro en los años 50 y ocultas durante décadas, fueron recuperadas gracias al esfuerzo conjunto de la parroquia, vecinos y el Ayuntamiento de Almudévar. Las celebraciones en honor a San Lino suelen incluir una misa solemne y actividades comunitarias que fortalecen los lazos entre los habitantes de Valsalada.
Estas festividades reflejan la identidad y las tradiciones de Valsalada, ofreciendo a vecinos y visitantes la oportunidad de participar en eventos que celebran la cultura y la historia de esta localidad aragonesa.

## Actualidad
En abril de 2025, el Ministerio para la Transición Ecológica confirmó que la línea de muy alta tensión Valsalada-Laluenga-Isona no cuenta con autorización administrativa previa ni de construcción, debido al informe desfavorable emitido por la Generalitat de Catalunya. Esta decisión fue celebrada por representantes políticos y movimientos sociales, especialmente en la Ribagorza y el Altoaragón.

## La leyenda del Pocico
Hace muchos años, cuando Valsalada no era más que un puñado de casas nuevas en medio del llano, vivía una joven llamada Clara, conocida por su curiosidad y su don para escuchar lo que otros no oían. Decían que cuando el viento soplaba entre los pinos, Clara entendía lo que los árboles susurraban. A veces reía sola; otras, escribía versos que hablaban de tiempos antiguos.
A unos kilómetros del pueblo, junto a un olivar torcido por el cierzo, había un pozo pequeño y olvidado, que los lugareños llamaban simplemente el "O Pocico". Nunca se usaba, porque el agua salía turbia y amarga. Pero Clara, intrigada por su forma perfecta y el silencio que lo rodeaba, comenzó a visitarlo al atardecer.
Una tarde, al lanzar una piedra para oír su eco, no escuchó el habitual plop, sino una voz grave y lejana que murmuró:
—Devuelve lo que fue robado.
Clara retrocedió asustada, pero volvió al día siguiente. Esta vez, la voz fue más clara:
—El agua será pura cuando el secreto se revele.
Intrigada, Clara comenzó a investigar. Habló con los auelos, husmeó entre papeles polvorientos en la iglesia y preguntó por los fundadores del pueblo. Finalmente, descubrió que el pocico había sido excavado en los años 40, cuando los colonos llegaron. Pero según un viejo cuaderno de cuentas, el pozo había sido construido sobre un manantial que pertenecía a una familia que fue expulsada injustamente por negarse a ceder sus tierras sin compensación. Conmovida, Clara escribió la historia en un panfleto y la leyó en la plaza mayor durante las fiestas de San Lino. Los vecinos, sorprendidos y avergonzados, decidieron honrar la memoria de aquella familia olvidada plantando un almendro junto al pozo.
La noche siguiente, cuando Clara volvió al pocico, lanzó una nueva piedra. Esta vez sí oyó el plop claro y limpio del agua profunda. Desde entonces, dicen que el pozo da agua pura, fresca, como si hubiera perdonado.
Y si pasas por Valsalada y ves un almendro solitario junto a un pozo pequeño, acércate con respeto. Tal vez el viento te cuente el resto de la historia.